# Simon de Crépy
Simon de Crépy (n. cca. 1047 – d. 1081, Roma) a fost conte de Amiens, de Vexin și de Valois între 1074 și 1077.
Simon era fiul contelui Raoul al III-lea de Vexin cu Adela de Bar. El a fost crescut la curtea ducelui Guillaume I de Normandia și a moștenit consistentele domenii ale tatălui său în 1074. Acestea se întindeau între domeniul regal al lui Filip I al Franței și stăpânirile ducelui de Normandia, devenit între timp rege al Angliei, poziție care l-a făcut pe Simon un personaj important. Se spune că în acea perioadă Guillaume de Normandia i-ar fi propus o căsătorie a lui Simon cu fiica sa, Adela. Între timp, regele Filip I a încercat să rețină pentru sine o parte din moștenirea lui Simon, drept pentru care a izbucnit un război care a durat trei ani.
O căsătorie cu Adela de Normandia se înscria în cadrul gradului interzis de consaguinitate, drept pentru care Simon a mers la Roma pentru a cere audiență la papa Grigore al VII-lea, probabil în vederea obținerii unei dispense. Indiferent care ar fi fost motivul, papa a negociat încheierea unui armistițiu între Simon și regele Filip I. Probabil ca parte a negocierilor cu Papalitatea, Simon s-a căsătorit cu o fiică a contelui de Auvergne (cronologic, acesta ar fi putut fi Guillaume al V-lea sau Robert al II-lea) în jurul anului 1075.
La puțină vreme după aceea, Simon și soția au depus amândoi jurământul religios și au urmat viața monahală. Comitatul său de Valois a fost preluat de soțul surorii sale, contele Herbert al IV-lea de Vermandois, în vreme ce Amiens a trecut în posesia regelui Filip I, iar Vexin a fost împărțit între Filip și Guillaume I, constituindu-se astfel divizarea modernă dintre Vexin français și Vexin normand.
Simon nu a fost mulțumit cu împrejurimile mai degrabă somptuoase din jurul abației de Saint-Claude și s-a hotărât să ducă o viață de pustnic în pădurile din Burgundia, pe malurile superioare ale râului Doubs.
Simon a întreprins un pelerinaj în Țara Sfântă, după care a mers din nou la Roma, unde s-a și stins din viață. El a primit ultima împărtășanie chiar din partea papei Grigore al VII-lea. Simon a fost ulterior beatificat.